# Sundarbans
Sundarbans (bengalski: সুন্দরবন, Shundorbôn; što znači "lijepa šuma") je najveća šuma mangrova na zemlji. Nacionalni park se nalazi u zapadnom Bangladešu. Ovo područje od oko 139,500 ha nalazi se na vrlo razgranatom i teško pristupačnom području delte Gangesa, Bramaputre i Meghne. Ovaj ekosustav vrlo je bogat različitim životinjskim i biljnim vrstama, neke od njih su endemske. Tu žive i vrlo ugrožene životinje kao što su bengalski tigar, (Panthera tigris tigris) i čital (Axis axis).
UNESCO je Sundarbans uvrstio na svoj Popis mjesta Svjetske baštine.

## Ekološki značaj
Sundarbans predstavlja nenadomjestivu prirodnu zaštitu za kopneno zaleđe od tropskih oluja koje redovno dolaze s juga iz Bengalskog zaljeva.
Šume mangrova Sundarbansa smatraju se zadnjim područjem na kojem još žive bengalski tigrovi. Pored toga, ovdje žive brojne vrste ptica, riba i pitona, ali i krokodili i divlje svinje. Pored toga, ovdje rastu i mnoge rijetke biljke.
Klimatske promjene, porast razine mora, povećano zasoljavanje slatkovodnih područja, zagađivanje naftom i uljima iz obližnje luke Mongla kao i krivolov i ilegalna sječa šuma ozbiljno ugrožavaju opstanak Sundarbansa.

## Vanjske poveznice
- Projekt izučavanja tigrova u Sundarbansu
- Sundarbanske mangrove (World Wildlife Fund)
- Službena stranica UNESCO-a